# Ángel Morales Vázquez
Ángel Morales Vázquez fou un anarcosindicalista espanyol. Militant de la CNT-FAI conegut amb el sobrenom de Velasco, fou nomenat Secretari General de la CNT l'octubre de 1945 després de la detenció de César Broto Villegas. Fou un dels organitzadors del plenari del 8 de maig de 1946 en el qual fou escollit com a nou secretari Lorenzo Iñigo Granizo. Fou arrestat a Madrid el 20 de novembre de 1947 juntament amb una vintena de membres del Comitè Nacional, entre ells Manuel Villar Mingo. Tancat al penal d'Ocaña, participà en la fuga de cenetistes de maig de 1948 en la qual serà greument ferit.
El 1965 fou un dels militants de la CNT que va signar acords amb el Sindicat Vertical (afer dels cincpuntistes).